# 열대폭풍 알베르토 (2006년)
열대폭풍 알베르토 (Tropical Storm Alberto)는 2006년 6월 멕시코만에서 발생한 열대폭풍이다. 3명이 사망하고 4명이 실종됐다.